# Emirarkh
Emirarkh är en ort i Azerbajdzjan.   Den ligger i distriktet Ağdaş Rayonu, i den centrala delen av landet, 210 km väster om huvudstaden Baku. Emirarkh ligger 17 meter över havet och antalet invånare är 1 113.
Terrängen runt Emirarkh är mycket platt. Närmaste större samhälle är Ağdaş, 12,8 km nordost om Emirarkh.
Trakten runt Emirarkh består till största delen av jordbruksmark. Runt Emirarkh är det ganska tätbefolkat, med 90 invånare per kvadratkilometer.